# Худий Ігор Андрійович
Ігор Андрійович Худий (13 березня 1978, м. Тернопіль — 9 липня 2022, м. Часів Яр, Донецька область, Україна) — український військовослужбовець, солдат Збройних сил України, учасник російсько-української війни. Кавалер ордена «За мужність» III ступеня (2023, посмертно), почесний громадянин міста Тернополя (2022, посмертно).

## Життєпис
Ігор Худий народився 13 березня 1978 року у місті Тернополі.
Закінчив Тернопільське вище професійне училище ресторанного сервісу і торгівлі. Працював помічником друку на місцевому поліграфічному комплексі «Лілея».
Мобілізований 1 березня 2022 року та був зарахований у роту охорони Тернопільського територіального центру комплектування та соціальної підтримки. Згодом проходив службу у складі окремої механізованої бригади. Загинув 9 липня 2022 року в м. Часів Яр на Донеччині.
Похований 21 липня 2022 року на Алеї Героїв Микулинецького цвинтаря м. Тернополя.
У героя залишилося двоє дітей.

## Нагороди
- орден «За мужність» III ступеня (9 січня 2023, посмертно) — за особисту мужність і самовідданість, виявлені у захисті державного суверенітету та територіальної цілісності України, вірність військовій присязі[1];
- почесний громадянин міста Тернополя (22 серпня 2022, посмертно)[2][3].

## Військові звання
- солдат.